# Virtuellt kraftverk
Ett virtuellt kraftverk (engelska: Virtual Power Plant, VPP) är ett system som samordnar distribuerade energiresurser (DER, Distributed Energy Resources) genom digital styrning. Genom att koppla samman många mindre energikällor och förbrukare kan dessa tillsammans agera som en enhet i elsystemet.

## Bakgrund
Virtuella kraftverk började utvecklas i takt med en ökad andel förnybar energi och decentraliserade energilösningar. Till skillnad från traditionella centraliserade kraftverk bygger tekniken på att samordna resurser som solpaneler, vindkraftverk, batterilager, laddbara elfordon och flexibel elanvändning.

## Teknik
Ett virtuellt kraftverk bygger på en digital plattform som kopplar samman energiresurser via kommunikationsteknik och automatiserade styrsystem. Mjukvaran använder prognoser för produktion och efterfrågan samt optimering i realtid. Systemet kan därigenom reglera produktion, konsumtion och lagring för att bidra med stödtjänster som frekvenshållning, balansering av nätet och effektleverans vid hög efterfrågan.

## Användning
Virtuella kraftverk används för att integrera småskaliga resurser på elmarknaden. Genom aggregering kan de uppträda som större enheter och därmed delta i handel på spotmarknaden eller erbjuda tjänster för nätstabilitet. VPP-lösningar används i flera länder och kombineras ofta med smarta elnät och efterfrågeflexibilitet. Användningen växer sig starkare, samtidigt som infrastrukturen för dess genomförande byggs ut genom tidiga investeringar.